# Lei do mecenato
A lei do Mecenato é a legislação do mecenato cultural.
Ao conceito clássico de proteção aos artistas e às artes, a título meramente filantrópico, as sociedades modernas acrescentaram um conjunto de incentivos de natureza fiscal, que se traduzem na redução de impostos a quem contribua para o desenvolvimento cultural do País.

## Mecenas cultural
É um termo atribuído a pessoas singulares ou coletivas que apoiem, através da concessão de donativos, entidades públicas ou privadas que exerçam ações relevantes para o desenvolvimento da cultura portuguesa.

## Vantagens
A satisfação pessoal e o prestígio que resultam da associação a actividades culturais de qualidade e de relevante interesse para a sociedade.O benefício dos incentivos fiscais previstos no Estatuto dos Benefícios Fiscais(EBF) , na redução do Imposto sobre o Rendimento das Pessoas Colectivas (IRC) e das Pessoas Singulares (IRS).

### Portugal
Em Portugal os mecenas beneficiam de vantagens fiscais consignadas no Estatuto dos Benefícios Fiscais, aprovado pelo Decreto-Lei n.º 215/89, de 1 de Julho, na redação dada pela Lei n.º 53-A/2006 de 29 de Dezembro.
A Secretaria-Geral, através da DSRPDA, é responsável por dinamizar e superintender a política de mecenato cultural do Ministério da Cultura. Neste sentido, procede ao reconhecimento de projetos candidatos ao Estatuto dos Benefícios Fiscais, no âmbito do Mecenato Cultural.

### Brasil
No ordenamento jurídico do Brasil existe a Lei Federal de Incentivo à Cultura, Lei nº 8.313 do dia 23 de dezembro de 1991. Na mesma linha, para a área esportiva, existe a Lei Agnelo/Piva, de 2001.